# 대뇌다리
대뇌다리(大腦다리, cerebral peduncle. 라틴어로 ped-는 '발'이라는 뜻.) 또는 대뇌각(大腦脚)은 중간뇌에서 중간뇌 수도관의 앞부분을 이르는 말이다. 중간뇌의 배측 검게 보이는 흑색질을 기준으로 앞쪽이 대뇌 반구에서 내려오는 섬유 다발로 이루어져 있는 대뇌다리가 뇌간에 연결되는 두줄기이다. 이것이 중간뇌 앞쪽에 두 개의 기둥처럼 두드러져 있다. 그 가쪽 둘레로 교뇌(소뇌다리뇌, pons)가 감겨있다.
대뇌다리 영역에는 뒤판(tegmentum, 피개), 대뇌섬유다리(crus cerebri) 및 덮개앞구역(pretectum, pretectal area)이 포함된다. 이 정의에 따르면, 대뇌다리는 다리바닥(basis pedunculi)이라고도 알려져 있으며, 원심성 섬유의 큰 복부 다발은 대뇌섬유다리(cerebral crus. crus는 라틴어로 '다리'라는 의미.) 또는 다리발(pes pedunculi. pes는 라틴어로 '발'을 의미.)로 지칭된다.

## 같이 보기
- 마름뇌 (hindbrain)
- 대뇌섬유다리 (cerebral crus 또는 crus cerebri)
- 날신경섬유 (efferent nerve fiber)
- 운동 신경세포 (motor neuron 또는 efferent neuron)
- 운동 신경 (motor nerve)
- 중간뇌#덮개 (tectum)
- 거위발 (pes anserinus)
- 눈돌림 신경핵